# NTT日比谷ビル
NTT日比谷ビル（エヌ・ティ・ティひびやビル）は、東京都千代田区内幸町にあった建築物。旧称は、日比谷電電ビル、日比谷電電総合建物。再開発に着手するため、閉鎖となった。

## 歴史
1961年（昭和36年）3月、当地にビルが竣工したことを受け、従前、港区赤坂葵町（現・虎ノ門二丁目）に本社を構えていた日本電信電話公社（電電公社）が、本社を移転させ、ほかにテナントとして、本社機能を数寄屋橋から移した東芝やアラビア石油なども入居した。
逓信建築の代表作品のひとつであり、設計は電電公社施設局建築部（國方秀男）、施工は大林組が手掛け、電気設備は東芝が担当した。オフィスビルとしては珍しく各階にベランダが設けられ、自家発電設備も備えられた。
土地は電電公社が所有し、建物は財団法人電気通信共済会と公共建物株式会社が共同で所有した。電電公社本社ではなく、その外郭団体が主導して建設し完成後も賃貸収入を得るかたちとなったことは、当時の国会でも問題視された。同様に、公共企業体・特殊法人の本体ではなくその外郭団体を活用して、法律や予算の制約を逃れ、時には利益の付け替えまでも行なう手法はのちに、日本道路公団と財団法人道路施設協会などとの関係や、日本放送協会（NHK）とNHKの関連団体との関係においても生かされていくことになる。
1973年（昭和48年）7月、NHKは渋谷区神南のNHK放送センターに移転を完了させ、内幸町の東京放送会館は廃止となった。以降、長きに渡って「内幸町」は、電電公社本社の代名詞として親しまれた。85年、民営化で日本電信電話（旧：NTT）が発足するとこのビルはNTT本社となるが、95年6月、西新宿にNTT新宿本社ビルが竣工すると本社は移転した。
1999年（平成11年）5月28日、NTT分割再編実施に伴い、NTTコミュニケーションズ（NTTコム）が発足すると、大手町に移転する19年1月まで本社を置いた。当初から入居していた東芝は、02年に日比谷分室を退去、以後、ビルは関連会社と郵便局を除きNTTコムの単独使用となった。

### 再開発
三井不動産など10社が「内幸町一丁目街区開発プロジェクト（TOKYO CROSS PARK構想）」に着手するため、NTT日比谷ビルは閉鎖され、2022年（令和4年）8月から竹中工務店の施工で解体されている。

## 受賞
- 1961年 第13回 日本建築学会賞作品賞
- 1962年 第3回 建築業協会賞（BCS賞）
- 2003年 DOCOMOMO Japan（DOCOMOMO日本支部）選定 「DOCOMOMO JAPAN選定 日本におけるモダン・ムーブメントの建築」